# フィスト・バンプ

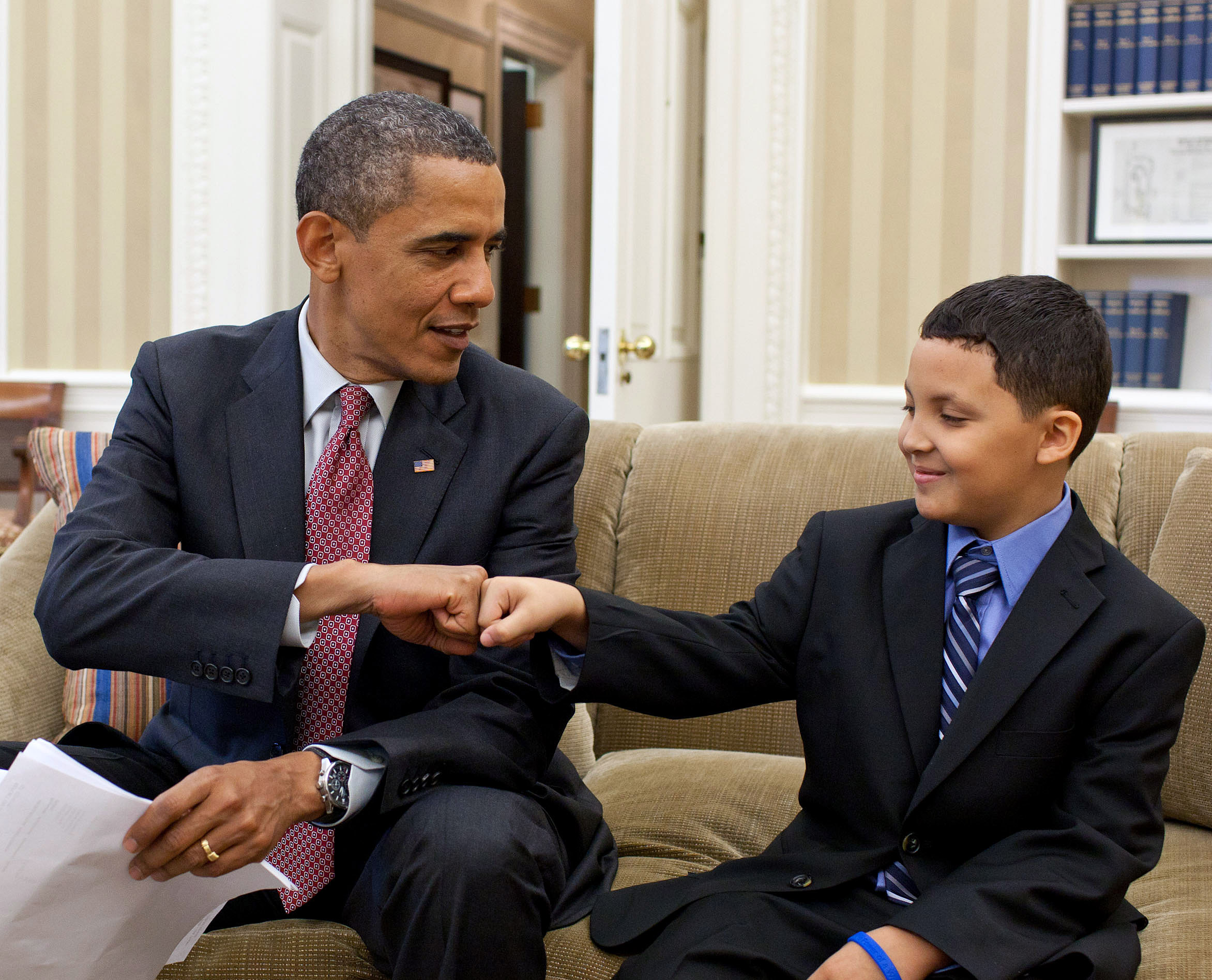
拳を突き合わせるバラク・オバマ前アメリカ合衆国大統領とDiego Díaz

フィスト・バンプ（英語: fist bump）は、握手やハイタッチと似た意味で用いられる拳と拳を突き合わせる仕草をするジェスチャーの一種である。日本語においてはグータッチとも表現される。

## 概要
フィスト・バンプは2人の仲を示したり相手を祝ったりするジェスチャーであるほか、相手を認めて尊重するシンボルとしても用いられる。フィスト・バンプに続いて手や体を用いたほかのジェスチャーを行ったり、フィスト・バンプをダップ (Dap) の一部としたりすることもある。野球やホッケー・クリケットの試合では、祝福の意味合いで選手同士がよくフィスト・バンプをする。
メリアム＝ウェブスターによれば、フィスト・バンプは挨拶や祝福として2人がお互いに拳を突き合わせるジェスチャーであるとしている。このジェスチャーは2人が拳を閉じて拳の前方を軽く突き合わせ、その際に拳の向きはお互いに地面に垂直または地面と水平にする。握手は通常右手で行われる一方、フィスト・バンプはお互いにどちらの拳を使ってもよい。

## 起源

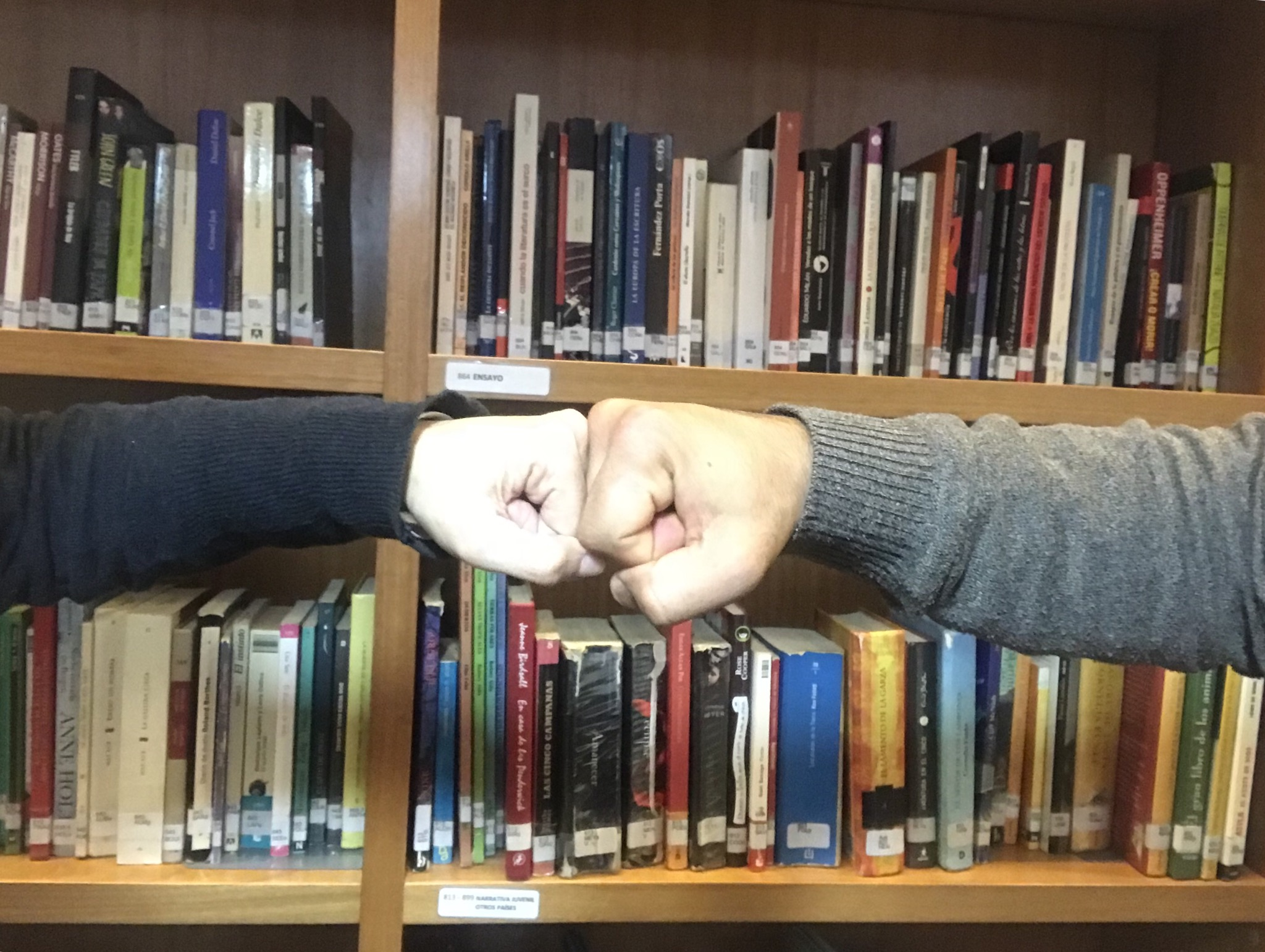
フィスト・バンプ

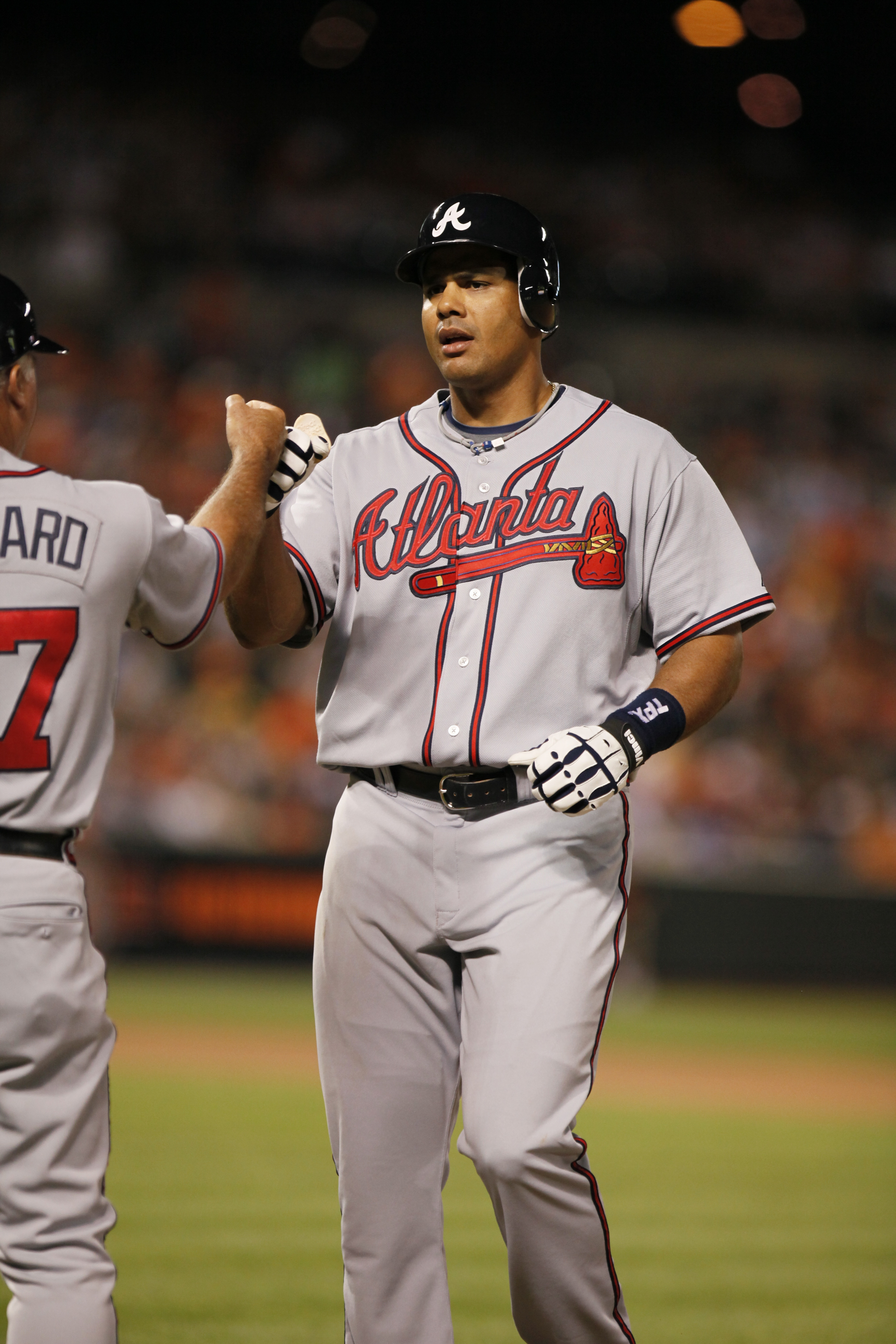
拳を突き合わせる野球選手のバーバロ・カニザレスとコーチ

その明確な起源は定かではないが、いくつかの説がある。一説では、現在の形のフィスト・バンプを始めたのはフレッド・カーターとされており、1970年代に一般にも普及したとされている。他の説では1970年代にハンナ・バーベラ・プロダクション制作のアメリカン・コミックス『スーパーフレンズ』に登場するワンダー・ツインズが指関節を合わせた決めポーズをとっていたことに由来するという説もある。しかし、それ以前にも野球選手のスタン・ミュージアルが1950年代から1960年代にかけてフィスト・バンプを用いていたという事例もある（ミュージアルは握手によって細菌をもらってよく風邪をひいたと信じ込んでいたため、握手の代わりにフィスト・バンプをしていた）。
研究者のラモント・ハミルトンは黒人差別に抗議する示威行為であるブラックパワー・サリュートのジェスチャーを修正した挨拶であると主張している。また、マーガレット・パワーによれば、チンパンジーでもフィスト・バンプがみられたとしている。

## 衛生を保つ手段として
2009年新型インフルエンザの世界的流行の際には、カルガリー大学薬学部局長のトム・フィーズビーはフィスト・バンプがウイルスの感染対策として握手の代わりになることを示唆している。同様に、ハイタッチをする場合にも握手をする場合より菌の媒介の抑制において効果がみられるという医学的な研究がなされている。また、肌の接触や菌の媒介を抑制するため、ハイタッチやフィスト・バンプを握手の代わりに用いるべきとした研究も存在している。
しかし、2019年の新型コロナウイルスの世界的流行の際、2020年の大リーグではフィスト・バンプすら禁止された。